# NGC 361
NGC 361 est un amas ouvert dans le Petit Nuage de Magellan (PNM) situé dans la constellation du Toucan. NGC 361 a été découvert par l'astronome écossais James Dunlop en 1826.
NGC 361 est à peu près à la même distance de nous que le PNM, soit 199 000 années-lumière. Il a été décrit par Dreyer comme « très très faible, assez grand, très peu étendu, très progressivement plus brillant milieu. »

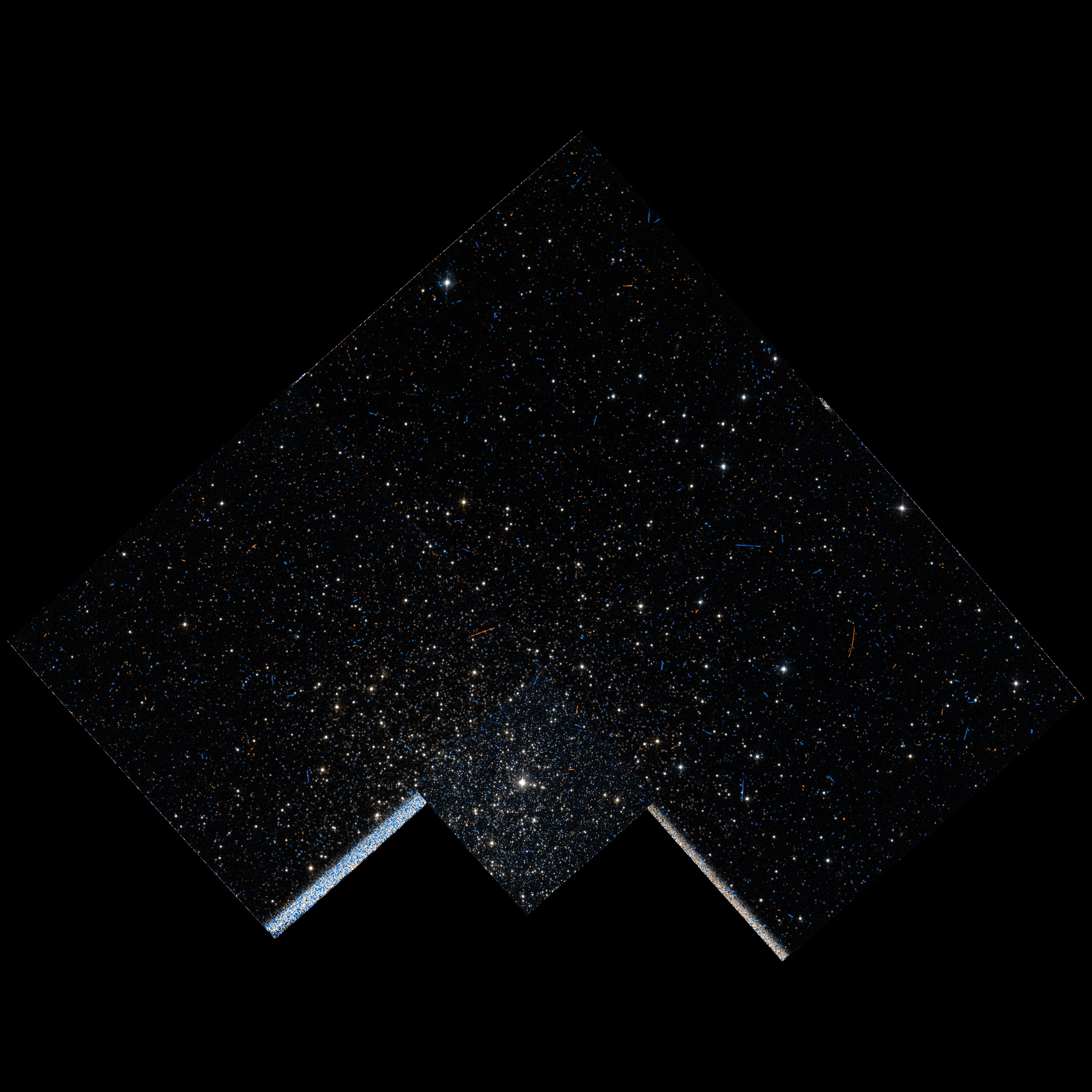
NGC 361 par le télescope spatial Hubble. (NASA/ESA Hubble Space Telescope, Hubble Legacy Archive

L'âge de NGC 361est estimé à (8,10 ± 1,20) milliards d'années, sa métallicité à -0,75 [Fe/H], sa masse est égale à 2,15+1,36
−0,98 x 105 {\displaystyle M_{\odot }} et finalement sa luminosité est de 1,04+0,54
−0,31 x 105 {\displaystyle L_{\odot }}. 